# Constance M. Burge
Constance M. Burge – amerykańska scenarzystka. Pomysłodawczyni seriali telewizyjnych Czarodziejki i Savannah, autorka scenariuszy m.in. do Potyczek Amy, Ally McBeal i Boston Public. Pracowała także jako producent kilku show telewizyjnych.
Opuściła stanowisko szefa produkcji Czarodziejek z powodu konfliktu z Bradem Kernem. Pozostała w serialu jako konsultant do sezonu czwartego, gdy odeszła produkować inne.

## Filmografia

### Scenariusz
- Bananowy doktor (2009-obecnie)
- In Plain Sight (2008)
- Czarodziejki (1998-2000)
- Potyczki Amy (2004-2005)
- Ally McBeal (2002)
- Ed (2000)
- Boston Public (2000)
- Savannah (1996)

### Pomysłodawczyni
- Czarodziejki (1998-2006)
- Savannah (1996)

### Producent
- Bananowy doktor (2009-obecnie)
- In Plain Sight (2008)
- Eureka (2008)
- Sugar Rush (2005)
- Potyczki Amy (2004-2005)
- Garden Giants: Still Growing (2005)
- CMT Got Me in with the Band (2004)
- Ally McBeal (2001-2002)
- Boston Public (2000)
- Ed (2000)
- Czarodziejki (1998-2000)
- Savannah (1996)